# Los diarios de Turner
Los diarios de Turner   es una novela de 1978 de William Luther Pierce, publicada bajo el seudónimo de Andrew Macdonald. Describe una violenta revolución en Estados Unidos que conduce al derrocamiento del gobierno federal de dicho país, a una guerra nuclear y, en última instancia, a una guerra santa racial que lleva al exterminio sistemático de los no blancos. Todos los grupos a los que se opone el protagonista de la novela, Earl Turner, incluidos los judíos, los no blancos, los "actores liberales" y los políticos, son exterminados.
The Turner Diaries fue descrito como "explícitamente racista y antisemita" por The New York Times y ha sido calificado como la "biblia de la derecha racista" por el Southern Poverty Law Center. El libro tuvo una gran influencia en la configuración del nacionalismo blanco y en el posterior desarrollo de la teoría de la conspiración del genocidio blanco. También ha inspirado numerosos crímenes de odio y actos de terrorismo, como el asesinato de Alan Berg en 1984, el atentado de Oklahoma City en 1995 y los atentados de bombas con clavos en Londres en 1999.
La Liga Antidifamación identificó The Turner Diaries como "probablemente el libro más leído entre los extremistas de ultraderecha; muchos [de ellos] lo han citado como inspiración para su organización y actividades terroristas". La Política de Clasificación de la Propaganda del Odio, la Sedición y la Traición de la Agencia de Servicios Fronterizos de Canadá ha clasificado The Turner Diaries como literatura de propaganda del odio que no puede importarse a Canadá.
La frase "el día de la soga" (en inglés: "day of the rope") también se ha hecho común en los círculos de Internet de los nacionalistas blancos y de la extrema derecha, en referencia a un acontecimiento de la novela en el que todos los "traidores a la raza" son colgados públicamente.

## Resumen de la trama
La narración comienza con un preámbulo ubicado en el año 2099, cien años después de los eventos relatados en el libro. Ese encuadre le da al texto principal de la novela un contexto histórico, que se presenta como el diario de Earl Turner, un miembro activo de un movimiento nacionalista blanco conocido como la Organización. Después de que el gobierno federal de Estados Unidos prohibiera la posesión privada de armas de fuego en el país con la Ley Cohen (quebrantando la Segunda Enmienda de la Constitución de EE. UU.) y organizara decomisos masivos de armas, Turner y sus colegas llevan su movimiento a la clandestinidad para librar una guerra de guerrillas contra lo que él llama el "Sistema", el cual es retratado como completamente dominado por judíos que conspiran en la sombra (gobierno, medios de comunicación y economía) y que apoyan el multiculturalismo.
El Sistema comienza implementando  numerosas leyes represivas contra los blancos: convirtiendo en delito de odio que los blancos se defiendan cuando se cometen delitos contra ellos por parte de personas que no son blancas, incluso después de que se hayan confiscado todas las armas; e impulsando nuevas medidas de vigilancia para controlar a sus ciudadanos, como exigirles que posean un pasaporte especial en todo momento para controlar permanentemente dónde se encuentran. La "Organización" inicia sus campañas cometiendo actos como un ataque con bombas contra la sede del FBI, para después llevar a cabo una implacable campaña de resistencia civil, asesinatos y sabotaje económico por todo Estados Unidos.
Turner desempeña un papel importante en las actividades en el área de Washington D. C.. Cuando el Presidente de los Estados Unidos pronuncia un discurso en el que denuncia a los racistas y exigiendo que todos los miembros de la Organización sean llevados ante la justicia, Turner y otros miembros de la Organización lanzan morteros a las calles de Washington desde lejos, lo que obliga a evacuar al Presidente y a otros funcionarios del gobierno. En otro momento, Turner ve una manifestación contra el racismo por televisión en el que los blancos que no forman parte del desfile son apartados y golpeados (a veces hasta la muerte) por manifestantes no blancos; la marcha acaba convirtiéndose en un motín a gran escala. Las hazañas de Turner conducen a su iniciación en la "Orden": un grupo rebelde neonazi secreto. La Orden dirige en secreto la Organización y su existencia sigue siendo desconocida tanto para los miembros ordinarios de la Organización como para el Sistema. Más tarde, el escondite de Tuner es asaltado por las fuerzas del orden. Debido a un tiroteo que se desencadena con las autoridades, todos los miembros de la unidad consiguen escapar, pero Turner es capturado después de estar a punto de morir. Es detenido y enviado a una base militar para ser interrogado por el FBI y un agente de la inteligencia israelí. Le torturan para obligarle a revelar información sobre la Organización. Meses después, otros miembros de la Orden lo rescatan de la prisión. Le informan de que será castigado en el futuro por no haberse suicidado para evitar ser capturado e interrogado. Turner reconoce la autoridad de la Orden y se compromete a aceptar cualquier castigo que le impongan, cuando lo decidan oportuno.
Finalmente, la Organización se apodera de las armas nucleares en la Base Vanderberg de la Fuerza Espacial estadounidense situada en el sur de California y apuntan misiles contra las ciudades de Nueva York y Tel Aviv. Mientras mantienen el control de California, la Organización realiza una limpieza étnica en la zona de todos los no arios obligándoles a trasladarse al Este, que todavía está controlado por el Sistema. Mientras tanto, cientos de miles de afroamericanos se ven obligados a ir al desierto para provocar una crisis económica en el sistema de bienestar del Sistema y todos los judíos son golpeados, linchados o asesinados de un disparo. El conflicto étnico resultante en el Este hace que muchos blancos "despierten" y comiencen a huir al sur de California, que se convierte en un etnoestado blanco. Este conflicto racial deliberadamente fomentado, denominado "guerra demográfica", comienza a traer nuevos reclutas tanto a la Organización como a la Orden.  Durante este tiempo, la Organización asalta un santuario negro y descubre una red de canibalismo donde los negros secuestran, masacran y comen blancos.
La Organización hace redadas en las casas de todos los individuos que han sido denunciados como traidores raciales de alguna manera (como jueces, profesores, abogados, políticos, clérigos, periodistas, artistas, etc.) y de personas blancas que "mancharon" su raza al casarse o vivir con no blancos. Estos individuos son sacados a rastras de sus casas y ahorcados públicamente en las calles de Los Ángeles en un evento que se conoce como el "Día de la cuerda" o "Día de la soga" (en inglés: "day of the rope", 1 de agosto de 1993). La mayoría de estas ejecuciones públicas se filman con fines propagandísticos. La Organización tiene poca utilidad para la mayoría de los estadounidenses blancos. Los de la izquierda son vistos por el narrador como incautos o agentes voluntarios de los judíos. A los conservadores y libertarios se les considera meros hombres de negocios egoístas o tontos descarriados porque, afirma la Organización, los judíos "asumieron el control de acuerdo con la Constitución, justa y honestamente". Turner y sus camaradas guardan su especial desprecio por la gente corriente, a la que se representa sin preocuparse por nada más que estar cómoda y entretenida. Una vez que la Organización inicia una guerra nuclear, la Organización abre recintos en los que se ofrece comida y refugio, pero para aquellos que quieren entrar se les entrega una bayoneta y se les dice que vuelvan con "la cabeza recién cortada de una persona no blanca"; a aquellos que no pueden o no quieren pagar tal "precio de admisión" se les deja morir de hambre, ya que su muerte "mejoraría la raza".
Luego, la Organización utiliza tanto su base de operaciones en el sur de California como sus armas nucleares para iniciar una guerra más amplia en la que lanza ataques nucleares contra Nueva York e Israel, inicia un intercambio nuclear entre los Estados Unidos y la Unión Soviética, y despliega armas nucleares y nuevas unidades de combate en toda América del Norte. Muchas ciudades importantes de EE. UU. son destruidas, entre ellas Baltimore y Detroit. Mientras Estados Unidos está sumido en una guerra civil nuclear, los gobiernos de todo el mundo caen uno a uno y estallan violentos disturbios antijudíos en las calles. Tras el lanzamiento de las armas nucleares contra Israel y con Tel Aviv destruido, los árabes aprovechan la oportunidad y proceden a entrar en masa en Israel, en su mayoría armados con palos y cuchillos, y matan a todos los israelíes. Los gobiernos de Francia y los Países Bajos colapsan, y la Unión Soviética se desmorona mientras experimenta un aumento de la violencia antisemita. Mientras tanto, Estados Unidos es puesto en estado de ley marcial absoluta y se transforma en una dictadura militar. El gobierno estadounidense decide lanzar una invasión del bastión de la Organización en el sur de California. Los líderes de la Orden informan ahora a Earl Turner de su castigo por no haber resistido a sus interrogadores durante su cautiverio: debe pilotar una avioneta fumigadora equipada con una ojiva nuclear y destruir El Pentágono en un ataque suicida de tipo kamikaze, antes de que pueda ordenarse la invasión.
El epílogo resume cómo la Organización pasó a conquistar el resto del mundo y cómo fueron asesinadas todas las personas de razas que no eran blancas. África fue invadida; todos sus habitantes negros fueron asesinados. Los puertorriqueños (descritos como una "raza mestiza repulsiva") fueron asesinados y Puerto Rico fue recolonizado sólo con blancos. Después de que China intentara invadir la Rusia europea, la Organización la atacó con armas nucleares, químicas, radiológicas y biológicas, haciendo que todo el continente de Asia sea inhabitable y esté plagado de "mutantes". En los Estados Unidos, se persigue a las últimas personas no blancas que quedan, junto con todos los individuos que están involucrados en el crimen organizado (como la Mafia). Uno de los últimos pasos en la victoria de la Organización es su tregua con el resto de los generales del ejército estadounidense, que aceptan rendirse si primero la Organización promete no dañarlos a ellos ni a sus familiares cercanos, lo que la Organización acepta. El epílogo concluye con la afirmación de que "justo 110 años después del nacimiento del Gran Uno (Adolf Hitler), el sueño de un mundo blanco finalmente se convirtió en una realidad... y la Orden extendería su sabio y benévolo gobierno sobre la tierra para siempre".

## Acciones violentas asociadas con el libro
- La Orden, un grupo supremacista blanco de principios de los años 1980, involucrado en asesinatos, robos y falsificación, fue llamado así por el grupo en el libro y motivado por los escenarios de la guerra racial. Esta asociación asesinó a Alan Berg y se involucró en otros actos violentos para acelerar la guerra racial descrita en el libro. Los esfuerzos de La Orden inspiraron después a otro grupo llamado El Nuevo Orden, que planeó cometer crímenes semejantes en un intento de comenzar una guerra racial que pudiera llevar a una violenta revolución.[22]
- Al momento de su arresto, Timothy McVeigh, el hombre declarado culpable por el atentado de Oklahoma City, tenía una copia de Los diarios de Turner entre sus posesiones. El atentado de McVeigh era similar al evento descrito en el libro donde el grupo terrorista ficticio vuela en pedazos las oficinas centrales del FBI.[23]
- John William King fue declarado culpable en Jasper, Texas, por atar y arrastrar hasta la muerte a James Byrd, un afroamericano. Mientras King encadenaba las piernas de Byrd a la parte trasera de su camioneta, se reporta que le dijo: «Vamos a comenzar temprano Los diarios de Turner.»[24]
- Durante el curso de un juicio federal relacionado con la paliza que recibió un ciudadano norteamericano de nombre Frank Jude, Jr. en 2004 por varios oficiales policíacos fuera de servicio en Milwaukee, Wisconsin, una copia de Los diarios de Turner fue hallada durante un registro de la casa de uno de los oficiales de policía que fue hallado culpable por la paliza a Jude.[25]
- Una copia de Los diarios de Turner fue encontrada (entre propaganda neonazi) en la casa de Jacob Robida, quien entró a un bar homosexual con un hacha corta, un machete y una pistola 9 mm, tomó un primer trago con una identificación falsa y preguntó al camarero si era un bar homosexual. Cuando este le contestó que sí lo era, tomó un segundo trago, sacó su hacha corta e hirió a uno de los clientes en la cabeza y disparó su arma, hiriendo a tres clientes más; huyó y fue detenido por un retén policial a más de 2400 kilómetros de distancia del lugar de los hechos y mató a un policía y a una mujer que lo acompañaba, para finalmente suicidarse en 2006.[26]

## En otros países
El libro está prohibido en Canadá como "propaganda de odio".